# Campionatul Mondial de Handbal Feminin din 2019 - Barajele de calificare
Calificările europene pentru Campionatul Mondial de Handbal Feminin din 2019, care s-a desfășurat în Japonia, au avut loc în două tururi. Japonia, gazda din 2019, precum și Franța, deținătoarea titlului din 2017, s-au calificat automat la campionatul mondial. De asemenea, echipele care s-au clasat pe primele trei locuri la Campionatul European de Handbal Feminin din 2018 s-au calificat direct și ele la Campionatul Mondial. În total, la turneul final vor participa 13 echipe europene. Celelalte 9 echipe europene care vor lua parte la competiția din Japonia au fost decise în cele două faze ale turneelor de calificare europene. 
În primul tur de calificare, 16 echipe care nu au participat la Campionatul European din 2018 au fost distribuite în patru grupe. Echipele clasate pe primul loc în fiecare grupă au avansat în al doilea tur de calificare unde, împreună cu echipa Austriei, distribuită direct în acest tur, și cu echipele clasate pe ultimele 12 locuri la campionatul european, au jucat meciuri de baraj pentru a decide restul de nouă echipe care să se califice la campionatul mondial.

## Faza 1 de calificare
Tragerea la sorți pentru faza 1 de calificare s-a desfășurat pe 19 iunie 2016, la congresul EHF de la Glasgow, în Scoția, și a fost transmisă în direct pe canalul YouTube al EHF.

### Distribuția
Distribuția echipelor în urnele valorice a fost anunțată pe 18 iunie 2016.
| Urna 1                                                    | Urna a 2-a                                                                   | Urna a 3-a                               |
| --------------------------------------------------------- | ---------------------------------------------------------------------------- | ---------------------------------------- |
| Belarus · Macedonia de Nord · Elveția · Slovacia · Turcia | Insulele Feroe · Islanda · Italia · Kosovo · Lituania · Portugalia · Ucraina | Azerbaidjan · Finlanda · Grecia · Israel |

În urma tragerii la sorți au rezultat următoarele grupe:
| Grupa 1                              | Grupa a 2-a                                    | Grupa a 3-a                            | Grupa a 4-a                                        |
| ------------------------------------ | ---------------------------------------------- | -------------------------------------- | -------------------------------------------------- |
| Slovacia · Kosovo · Ucraina · Israel | Elveția · Insulele Feroe · Lituania · Finlanda | Belarus · Italia · Portugalia · Grecia | Turcia · Macedonia de Nord · Islanda · Azerbaidjan |

Echipele clasate pe primele două locuri în grupele fazei 1 de calificare au avansat în faza a 2-a, cea a barajelor de calificare la Campionatul Mondial.
Tragerea la sorți pentru găzduirea grupelor de calificare a avut loc pe 14 iulie 2018.

### Grupa 1
Orașul Šaľa din Slovacia a găzduit meciurile grupei 1, care s-au desfășurat între 30.11 – 02.12.2018. Gazda a fost decisă în urma discuțiilor dintre reprezentanții celor patru echipe.
| Echipa   | M | V | E | Î | GM  | GP  | G   | Pct |
| -------- | - | - | - | - | --- | --- | --- | --- |
| Slovacia | 3 | 3 | 0 | 0 | 100 | 67  | +33 | 6   |
| Ucraina  | 3 | 2 | 0 | 1 | 111 | 80  | +31 | 4   |
| Israel   | 3 | 1 | 0 | 2 | 73  | 84  | −11 | 2   |
| Kosovo   | 3 | 0 | 0 | 3 | 59  | 112 | −53 | 0   |

| 30 noiembrie 2018 15:30 | Kosovo  | 25 − 28 | Israel | Mestská športová hala, Šaľa Asistență: 150 Arbitri: Merisi, Roșca |
| 30 noiembrie 2018 15:30 | Demaj 9 | (11−16) | Vakrat | Mestská športová hala, Šaľa Asistență: 150 Arbitri: Merisi, Roșca |
| 30 noiembrie 2018 15:30 | 4× 3×   | Cronica | 5× 4×  | Mestská športová hala, Šaľa Asistență: 150 Arbitri: Merisi, Roșca |

| 30 noiembrie 2018 18:00 | Slovacia     | 36 − 32 | Ucraina             | Mestská športová hala, Šaľa Asistență: 150 Arbitri: Sá, Sá |
| 30 noiembrie 2018 18:00 | Rajnohová 12 | (17−13) | Borșcenko, Glibko 7 | Mestská športová hala, Šaľa Asistență: 150 Arbitri: Sá, Sá |
| 30 noiembrie 2018 18:00 | 3×           | Cronica | 4× 2×               | Mestská športová hala, Šaľa Asistență: 150 Arbitri: Sá, Sá |

| 1 decembrie 2018 15:30 | Ucraina  | 44 − 19 | Kosovo     | Mestská športová hala, Šaľa Asistență: 150 Arbitri: Merisi, Roșca |
| 1 decembrie 2018 15:30 | Glibko 9 | (23−7)  | Merditaj 4 | Mestská športová hala, Šaľa Asistență: 150 Arbitri: Merisi, Roșca |
| 1 decembrie 2018 15:30 | 3× 2×    | Cronica | 4× 3×      | Mestská športová hala, Šaľa Asistență: 150 Arbitri: Merisi, Roșca |

| 1 decembrie 2018 18:00 | Israel            | 20 − 24 | Slovacia       | Mestská športová hala, Šaľa Asistență: 1.500 Arbitri: Sá, Sá |
| 1 decembrie 2018 18:00 | Bertaut, Vakrat 5 | (7−11)  | Patrnčiaková 6 | Mestská športová hala, Šaľa Asistență: 1.500 Arbitri: Sá, Sá |
| 1 decembrie 2018 18:00 | 3× 2×             | Cronica | 1× 3×          | Mestská športová hala, Šaľa Asistență: 1.500 Arbitri: Sá, Sá |

| 2 decembrie 2018 15:30 | Ucraina   | 35 − 25 | Israel   | Mestská športová hala, Šaľa Asistență: 100 Arbitri: Merisi, Roșca |
| 2 decembrie 2018 15:30 | Glibko 10 | (23−11) | Aminov 8 | Mestská športová hala, Šaľa Asistență: 100 Arbitri: Merisi, Roșca |
| 2 decembrie 2018 15:30 | 3×        | Cronica | 1× 3×    | Mestská športová hala, Šaľa Asistență: 100 Arbitri: Merisi, Roșca |

| 2 decembrie 2018 18:00 | Slovacia       | 40 − 15 | Kosovo   | Mestská športová hala, Šaľa Asistență: 1.000 Arbitri: Sá, Sá |
| 2 decembrie 2018 18:00 | Patrnčiaková 6 | (15−5)  | Kameri 7 | Mestská športová hala, Šaľa Asistență: 1.000 Arbitri: Sá, Sá |
| 2 decembrie 2018 18:00 | 3× 2×          | Cronica | 2× 1×    | Mestská športová hala, Šaľa Asistență: 1.000 Arbitri: Sá, Sá |

### Grupa a 2-a
În urma tragerii la sorți, Elveția a găzduit meciurile grupei a 2-a, care s-au desfășurat între 30.11 – 02.12.2018.
| Echipa         | M | V | E | Î | GM | GP | G   | Pct |
| -------------- | - | - | - | - | -- | -- | --- | --- |
| Elveția        | 3 | 3 | 0 | 0 | 65 | 49 | +16 | 6   |
| Lituania       | 3 | 1 | 0 | 2 | 75 | 71 | +4  | 2   |
| Insulele Feroe | 3 | 1 | 0 | 2 | 63 | 66 | −3  | 2   |
| Finlanda       | 3 | 1 | 0 | 2 | 57 | 74 | −17 | 2   |

| 30 noiembrie 2018 16:30 | Insulele Feroe   | 19 − 22 | Finlanda | GoEasy Arena, Untersiggenthal Asistență: 180 Arbitri: Christidi, Papamattheou |
| 30 noiembrie 2018 16:30 | Christophersen 6 | (12−10) | Aarnio 8 | GoEasy Arena, Untersiggenthal Asistență: 180 Arbitri: Christidi, Papamattheou |
| 30 noiembrie 2018 16:30 | 3× 2×            | Cronica | 2× 3×    | GoEasy Arena, Untersiggenthal Asistență: 180 Arbitri: Christidi, Papamattheou |

| 30 noiembrie 2018 19:00 | Elveția    | 21 − 20 | Lituania  | GoEasy Arena, Untersiggenthal Asistență: 1.050 Arbitri: Lidacka, Lesiak |
| 30 noiembrie 2018 19:00 | Gautschi 5 | (13−12) | Gedroit 6 | GoEasy Arena, Untersiggenthal Asistență: 1.050 Arbitri: Lidacka, Lesiak |
| 30 noiembrie 2018 19:00 | 3×         | Cronica | 4×        | GoEasy Arena, Untersiggenthal Asistență: 1.050 Arbitri: Lidacka, Lesiak |

| 1 decembrie 2018 16:30 | Lituania  | 21 − 25 | Insulele Feroe   | GoEasy Arena, Untersiggenthal Asistență: 250 Arbitri: Lidacka, Lesiak |
| 1 decembrie 2018 16:30 | Gedroit 5 | (11−15) | Christophersen 6 | GoEasy Arena, Untersiggenthal Asistență: 250 Arbitri: Lidacka, Lesiak |
| 1 decembrie 2018 16:30 | 2× 3×     | Cronica | 2× 3×            | GoEasy Arena, Untersiggenthal Asistență: 250 Arbitri: Lidacka, Lesiak |

| 1 decembrie 2018 19:00 | Finlanda | 10 − 21 | Elveția | GoEasy Arena, Untersiggenthal Asistență: 975 Arbitri: Christidi, Papamattheou |
| 1 decembrie 2018 19:00 | Kulju 4  | (7−10)  | Frey 5  | GoEasy Arena, Untersiggenthal Asistență: 975 Arbitri: Christidi, Papamattheou |
| 1 decembrie 2018 19:00 | 3×       | Cronica | 1× 3×   | GoEasy Arena, Untersiggenthal Asistență: 975 Arbitri: Christidi, Papamattheou |

| 2 decembrie 2018 12:00 | Lituania          | 34 − 25 | Finlanda             | GoEasy Arena, Untersiggenthal Asistență: 105 Arbitri: Lidacka, Lesiak |
| 2 decembrie 2018 12:00 | Kavaliauskaitė 11 | (17−9)  | Hilli, Voutilainen 4 | GoEasy Arena, Untersiggenthal Asistență: 105 Arbitri: Lidacka, Lesiak |
| 2 decembrie 2018 12:00 | 3×                | Cronica | 4× 2×                | GoEasy Arena, Untersiggenthal Asistență: 105 Arbitri: Lidacka, Lesiak |

| 2 decembrie 2018 15:00 | Elveția    | 23 − 19 | Insulele Feroe      | GoEasy Arena, Untersiggenthal Asistență: 950 Arbitri: Christidi, Papamattheou |
| 2 decembrie 2018 15:00 | Gautschi 7 | (11−8)  | Henneberg Joensen 4 | GoEasy Arena, Untersiggenthal Asistență: 950 Arbitri: Christidi, Papamattheou |
| 2 decembrie 2018 15:00 | 2× 4×      | Cronica | 3×                  | GoEasy Arena, Untersiggenthal Asistență: 950 Arbitri: Christidi, Papamattheou |

### Grupa a 3-a
În urma tragerii la sorți, Grecia a găzduit meciurile grupei a 3-a, care s-au desfășurat între 23 – 25.11.2018.
| Echipa     | M | V | E | Î | GM | GP | G   | Pct |
| ---------- | - | - | - | - | -- | -- | --- | --- |
| Belarus    | 3 | 3 | 0 | 0 | 94 | 67 | +27 | 6   |
| Grecia     | 3 | 2 | 0 | 1 | 57 | 62 | −5  | 4   |
| Portugalia | 3 | 1 | 0 | 2 | 72 | 67 | +5  | 2   |
| Italia     | 3 | 0 | 0 | 3 | 65 | 92 | −27 | 0   |

| 23 noiembrie 2018 17:00 | Belarus  | 31 − 23 | Portugalia       | DAK Amyntaio, Amyntaio Asistență: 300 Arbitri: Merz, Schilha |
| 23 noiembrie 2018 17:00 | Koțina 9 | (15−14) | trei jucătoare 5 | DAK Amyntaio, Amyntaio Asistență: 300 Arbitri: Merz, Schilha |
| 23 noiembrie 2018 17:00 | 4× 2×    | Cronica | 3×               | DAK Amyntaio, Amyntaio Asistență: 300 Arbitri: Merz, Schilha |

| 23 noiembrie 2018 19:30 | Italia      | 19 − 23 | Grecia     | DAK Amyntaio, Amyntaio Asistență: 800 Arbitri: Pech, Vágvölgyi |
| 23 noiembrie 2018 19:30 | Del Balzo 4 | (9−12)  | Tsàkalou 9 | DAK Amyntaio, Amyntaio Asistență: 800 Arbitri: Pech, Vágvölgyi |
| 23 noiembrie 2018 19:30 | 6× 3×       | Cronica | 3×         | DAK Amyntaio, Amyntaio Asistență: 800 Arbitri: Pech, Vágvölgyi |

| 24 noiembrie 2018 17:00 | Grecia      | 18 − 28 | Belarus                     | DAK Amyntaio, Amyntaio Asistență: 900 Arbitri: Merz, Schilha |
| 24 noiembrie 2018 17:00 | Vafeiadou 6 | (8−14)  | Șamanuskaia, Vasilevskaia 5 | DAK Amyntaio, Amyntaio Asistență: 900 Arbitri: Merz, Schilha |
| 24 noiembrie 2018 17:00 | 1×          | Cronica | 2×                          | DAK Amyntaio, Amyntaio Asistență: 900 Arbitri: Merz, Schilha |

| 24 noiembrie 2018 19:30 | Portugalia | 34 − 20 | Italia      | DAK Amyntaio, Amyntaio Asistență: 300 Arbitri: Pech, Vágvölgyi |
| 24 noiembrie 2018 19:30 | Lopes 6    | (19−9)  | Del Balzo 6 | DAK Amyntaio, Amyntaio Asistență: 300 Arbitri: Pech, Vágvölgyi |
| 24 noiembrie 2018 19:30 | 4× 2×      | Cronica | 6× 3×       | DAK Amyntaio, Amyntaio Asistență: 300 Arbitri: Pech, Vágvölgyi |

| 25 noiembrie 2018 17:00 | Portugalia         | 15 − 16 | Grecia      | DAK Amyntaio, Amyntaio Asistență: 1.200 Arbitri: Merz, Schilha |
| 25 noiembrie 2018 17:00 | Rodrigues, Lopes 4 | (4−5)   | Vafeiadou 8 | DAK Amyntaio, Amyntaio Asistență: 1.200 Arbitri: Merz, Schilha |
| 25 noiembrie 2018 17:00 | 2×                 | Cronica | 4× 3×       | DAK Amyntaio, Amyntaio Asistență: 1.200 Arbitri: Merz, Schilha |

| 25 noiembrie 2018 19:30 | Belarus    | 35 − 26 | Italia       | DAK Amyntaio, Amyntaio Asistență: 300 Arbitri: Pech, Vágvölgyi |
| 25 noiembrie 2018 19:30 | Iejikova 7 | (17−15) | Manojlović 7 | DAK Amyntaio, Amyntaio Asistență: 300 Arbitri: Pech, Vágvölgyi |
| 25 noiembrie 2018 19:30 | 1× 3×      | Cronica | 5× 2×        | DAK Amyntaio, Amyntaio Asistență: 300 Arbitri: Pech, Vágvölgyi |

### Grupa a 4-a
În urma tragerii la sorți, Macedonia a găzduit meciurile grupei a 4-a, care s-au desfășurat între 30.11 – 02.12.2018.
| Echipa            | M | V | E | Î | GM  | GP  | G   | Pct |
| ----------------- | - | - | - | - | --- | --- | --- | --- |
| Macedonia de Nord | 3 | 3 | 0 | 0 | 100 | 66  | +34 | 6   |
| Islanda1)         | 3 | 2 | 0 | 1 | 106 | 70  | +36 | 4   |
| Turcia            | 3 | 1 | 0 | 2 | 78  | 92  | −14 | 2   |
| Azerbaidjan       | 3 | 0 | 0 | 3 | 66  | 122 | −56 | 0   |

| 30 noiembrie 2018 18:00 | Macedonia de Nord | 41 − 22 | Azerbaidjan  | Centrul Sportiv Boris Trajkovski, Skopje Asistență: 600 Arbitri: Duplîi, Pobedrina |
| 30 noiembrie 2018 18:00 | Ristovska 11      | (18−8)  | Tankaskaia 6 | Centrul Sportiv Boris Trajkovski, Skopje Asistență: 600 Arbitri: Duplîi, Pobedrina |
| 30 noiembrie 2018 18:00 | 3× 2×             | Cronica | 1× 2×        | Centrul Sportiv Boris Trajkovski, Skopje Asistență: 600 Arbitri: Duplîi, Pobedrina |

| 30 noiembrie 2018 20:00 | Turcia  | 23 − 36 | Islanda      | Centrul Sportiv Boris Trajkovski, Skopje Asistență: 100 Arbitri: Praštalo, Balvan |
| 30 noiembrie 2018 20:00 | Şahin 5 | (14−18) | Pálsdóttir 8 | Centrul Sportiv Boris Trajkovski, Skopje Asistență: 100 Arbitri: Praštalo, Balvan |
| 30 noiembrie 2018 20:00 | 2× 3×   | Cronica | 2× 3×        | Centrul Sportiv Boris Trajkovski, Skopje Asistență: 100 Arbitri: Praštalo, Balvan |

| 1 decembrie 2018 18:00 | Islanda                     | 21 − 29 | Macedonia de Nord | Centrul Sportiv Boris Trajkovski, Skopje Asistență: 600 Arbitri: Praštalo, Balvan |
| 1 decembrie 2018 18:00 | Pálsdóttir, Stéfansdóttir 5 | (10−16) | Ristovska 9       | Centrul Sportiv Boris Trajkovski, Skopje Asistență: 600 Arbitri: Praštalo, Balvan |
| 1 decembrie 2018 18:00 | 2×                          | Cronica | 3×                | Centrul Sportiv Boris Trajkovski, Skopje Asistență: 600 Arbitri: Praštalo, Balvan |

| 1 decembrie 2018 20:00 | Azerbaidjan            | 26 − 32 | Turcia     | Centrul Sportiv Boris Trajkovski, Skopje Asistență: 100 Arbitri: Duplîi, Pobedrina |
| 1 decembrie 2018 20:00 | Gasimova, Tankaskaia 6 | (13−17) | Bozdoğan 5 | Centrul Sportiv Boris Trajkovski, Skopje Asistență: 100 Arbitri: Duplîi, Pobedrina |
| 1 decembrie 2018 20:00 | 3× 1×                  | Cronica | 9× 3×      | Centrul Sportiv Boris Trajkovski, Skopje Asistență: 100 Arbitri: Duplîi, Pobedrina |

| 2 decembrie 2018 18:00 | Islanda          | 49 − 18 | Azerbaidjan      | Centrul Sportiv Boris Trajkovski, Skopje Asistență: 100 Arbitri: Duplîi, Pobedrina |
| 2 decembrie 2018 18:00 | Stéfansdóttir 13 | (28−9)  | trei jucătoare 4 | Centrul Sportiv Boris Trajkovski, Skopje Asistență: 100 Arbitri: Duplîi, Pobedrina |
| 2 decembrie 2018 18:00 | 4× 3×            | Cronica | 6× 2×            | Centrul Sportiv Boris Trajkovski, Skopje Asistență: 100 Arbitri: Duplîi, Pobedrina |

| 2 decembrie 2018 20:00 | Turcia               | 23 − 30 | Macedonia de Nord | Centrul Sportiv Boris Trajkovski, Skopje Asistență: 700 Arbitri: Praštalo, Balvan |
| 2 decembrie 2018 20:00 | Bozdoğan, Türkoğlu 5 | (10−16) | Ristovska 9       | Centrul Sportiv Boris Trajkovski, Skopje Asistență: 700 Arbitri: Praštalo, Balvan |
| 2 decembrie 2018 20:00 | 4× 1×                | Cronica | 2×                | Centrul Sportiv Boris Trajkovski, Skopje Asistență: 700 Arbitri: Praštalo, Balvan |

## Faza a 2-a de calificare
Echipele calificate din Faza 1 au jucat meciuri pe teren propriu și în deplasare în urma cărora s-au decis participantele la turneul final.
Echipe calificate din Faza 1
- Slovacia
- Elveția
- Belarus
- Macedonia de Nord
- Islanda1)

Echipă distribuită direct în Faza a 2-a
- Austria2)

### Distribuția în urnele valorice
Distribuția în urnele valorice a fost confirmată pe 14 decembrie 2018.
| Urna valorică 1 (locurile 5−13 de la CE 2018)                                                | Urna valorică 2 (locurile 14−16 de la CE 2018 + Austria + echipele din prima fază de calificare) |
| -------------------------------------------------------------------------------------------- | ------------------------------------------------------------------------------------------------ |
| Norvegia · Suedia · Ungaria · Danemarca · Muntenegru · Germania · Serbia · Spania · Slovenia | Polonia · Cehia · Croația · Austria · Slovacia · Elveția · Belarus · Macedonia de Nord · Islanda |

Note
1) Islanda, clasată ca cea mai bună echipă de pe locurile 2, s-a calificat și ea în faza a 2-a.
2) Austria, clasată ca a doua cea mai bună echipă de pe locurile 3 la calificările pentru Euro 2018, a fost distribuită direct în faza a 2-a.

### Program
Tragerea la sorți pentru stabilirea meciurilor de baraj europene a avut loc pe 15 decembrie 2018, de la ora locală 16:30, la AccorHotels Arena din Paris. Tragerea a fost difuzată în direct pe pagina oficială a Campionatului European din 2018.
În urma tragerii la sorți a rezultat următorul program:
| Echipa 1          | Scor gen.    | Echipa 2   | Tur   | Retur |
| ----------------- | ------------ | ---------- | ----- | ----- |
| Croația           | 45 – 49      | Germania   | 24–24 | 21–25 |
| Danemarca         | 61 – 36      | Elveția    | 35–22 | 26–14 |
| Suedia            | 78 – 42      | Slovacia   | 33–18 | 45–24 |
| Belarus           | 49 – 65      | Norvegia   | 21–34 | 28–31 |
| Serbia            | 60 – 49      | Polonia    | 33–19 | 27–30 |
| Cehia             | 49 – 49g.d.) | Muntenegru | 26–24 | 23–25 |
| Macedonia de Nord | 57 – 71      | Slovenia   | 30–33 | 27–38 |
| Austria           | 42 – 69      | Ungaria    | 23–41 | 19–28 |
| Spania            | 66 – 58      | Islanda    | 35–26 | 31–32 |

g.d.) Muntenegru s-a calificat pentru că a înscris mai multe goluri în deplasare.

### Meciuri
| 31 mai 2019 21:00 | Spania  | 35 – 26 | Islanda         | Pabellón „Fernando Argüelles”, Antequera Asistență: 2.200 Arbitri: Antić, Jakovljević |
| 31 mai 2019 21:00 | Pena 12 | (21–7)  | Stefánsdóttir 6 | Pabellón „Fernando Argüelles”, Antequera Asistență: 2.200 Arbitri: Antić, Jakovljević |
| 31 mai 2019 21:00 | 3× 2×   | Cronica | 2×              | Pabellón „Fernando Argüelles”, Antequera Asistență: 2.200 Arbitri: Antić, Jakovljević |

| 31 mai 2019 20:15 | Serbia           | 33 – 19 | Polonia  | Kristalna Dvorana, Zrenjanin Asistență: 2.500 Arbitri: Alpaizde, Berezkina |
| 31 mai 2019 20:15 | trei jucătoare 6 | (17–11) | Achruk 8 | Kristalna Dvorana, Zrenjanin Asistență: 2.500 Arbitri: Alpaizde, Berezkina |
| 31 mai 2019 20:15 | 2× 1×            | Cronica | 3× 2×    | Kristalna Dvorana, Zrenjanin Asistență: 2.500 Arbitri: Alpaizde, Berezkina |

| 31 mai 2019 19:15 | Belarus       | 21 – 34 | Norvegia | Sala Sporturilor „Viktoria”, Brest Asistență: 1.560 Arbitri: Praštalo, Balvan |
| 31 mai 2019 19:15 | Șamanuskaia 6 | (10–17) | Løke 6   | Sala Sporturilor „Viktoria”, Brest Asistență: 1.560 Arbitri: Praštalo, Balvan |
| 31 mai 2019 19:15 | 3× 2×         | Cronica | 2×       | Sala Sporturilor „Viktoria”, Brest Asistență: 1.560 Arbitri: Praštalo, Balvan |

| 31 mai 2019 20:10 | Cehia     | 26 – 24 | Muntenegru  | Sportovní hala Baník Most, Most Asistență: 870 Arbitri: Mandák, Rudinský |
| 31 mai 2019 20:10 | Hrbková 7 | (15–13) | Radičević 6 | Sportovní hala Baník Most, Most Asistență: 870 Arbitri: Mandák, Rudinský |
| 31 mai 2019 20:10 | 4× 2×     | Cronica | 4× 3×       | Sportovní hala Baník Most, Most Asistență: 870 Arbitri: Mandák, Rudinský |

| 1 iunie 2019 16:10 | Danemarca | 35 – 22 | Elveția    | Roskilde Hallen, Roskilde Asistență: 2.088 Arbitri: Covalciuc, Covalciuc |
| 1 iunie 2019 16:10 | Hansen 8  | (18–10) | Gautschi 7 | Roskilde Hallen, Roskilde Asistență: 2.088 Arbitri: Covalciuc, Covalciuc |
| 1 iunie 2019 16:10 | 4× 1×     | Cronica | 5× 2×      | Roskilde Hallen, Roskilde Asistență: 2.088 Arbitri: Covalciuc, Covalciuc |

| 1 iunie 2019 17:00 | Suedia   | 33 – 18 | Slovacia   | Brinova Arena, Karlskrona Asistență: 2.800 Arbitri: Mošorinski, Pandžić |
| 1 iunie 2019 17:00 | Hagman 7 | (18–10) | Bízikova 7 | Brinova Arena, Karlskrona Asistență: 2.800 Arbitri: Mošorinski, Pandžić |
| 1 iunie 2019 17:00 | 3× 2×    | Cronica | 2×         | Brinova Arena, Karlskrona Asistență: 2.800 Arbitri: Mošorinski, Pandžić |

| 2 iunie 2019 16:00 | Croația          | 24 – 24 | Germania         | Sala liceului „Fran Galović”, Koprivnica Asistență: 1.500 Arbitri: Horváth, Marton |
| 2 iunie 2019 16:00 | Blažević, Turk 5 | (11–10) | Naidzinavicius 6 | Sala liceului „Fran Galović”, Koprivnica Asistență: 1.500 Arbitri: Horváth, Marton |
| 2 iunie 2019 16:00 | 4× 3×            | Cronica | 5× 2×            | Sala liceului „Fran Galović”, Koprivnica Asistență: 1.500 Arbitri: Horváth, Marton |

| 2 iunie 2019 18:00 | Austria | 23 – 41 | Ungaria | Raiffeisen Sportpark, Graz Asistență: 1.000 Arbitri: Nabokau, Kulik |
| 2 iunie 2019 18:00 | Frey 9  | (9–20)  | Tóth 9  | Raiffeisen Sportpark, Graz Asistență: 1.000 Arbitri: Nabokau, Kulik |
| 2 iunie 2019 18:00 | 7× 2×   | Cronica | 2×      | Raiffeisen Sportpark, Graz Asistență: 1.000 Arbitri: Nabokau, Kulik |

| 2 iunie 2019 19:00 | Macedonia de Nord | 30 – 33 | Slovenia       | Centrul Sportiv Boris Trajkovski, Skopje Asistență: 1.250 Arbitri: Frieser, Kavulič |
| 2 iunie 2019 19:00 | Gjeorgjievska 9   | (14–15) | Gros, Stanko 6 | Centrul Sportiv Boris Trajkovski, Skopje Asistență: 1.250 Arbitri: Frieser, Kavulič |
| 2 iunie 2019 19:00 | 3× 2×             | Cronica | 5× 3×          | Centrul Sportiv Boris Trajkovski, Skopje Asistență: 1.250 Arbitri: Frieser, Kavulič |

| 5 iunie 2019 18:00 | Ungaria   | 28 – 19 | Austria        | Városi Sportcsarnok, Zalaegerszeg Asistență: 2.000 Arbitri: Ilieva, Karbeska |
| 5 iunie 2019 18:00 | Klujber 6 | (16–10) | Frey, Kovács 5 | Városi Sportcsarnok, Zalaegerszeg Asistență: 2.000 Arbitri: Ilieva, Karbeska |
| 5 iunie 2019 18:00 | 7× 2×     | Cronica | 2×             | Városi Sportcsarnok, Zalaegerszeg Asistență: 2.000 Arbitri: Ilieva, Karbeska |

| 5 iunie 2019 18:15 | Elveția  | 14 – 26 | Danemarca      | AXA Arena, Winterthur Asistență: 1.165 Arbitri: Panayides, Andreou |
| 5 iunie 2019 18:15 | Kündig 5 | (5–12)  | K. Jørgensen 6 | AXA Arena, Winterthur Asistență: 1.165 Arbitri: Panayides, Andreou |
| 5 iunie 2019 18:15 | 3×       | Cronica | 2×             | AXA Arena, Winterthur Asistență: 1.165 Arbitri: Panayides, Andreou |

| 5 iunie 2019 18:45 | Germania | 25 – 21 | Croația    | Westpress Arena, Hamm Asistență: 2.167 Arbitri: Canbro, Kliko |
| 5 iunie 2019 18:45 | Stolle 6 | (14–9)  | Blažević 7 | Westpress Arena, Hamm Asistență: 2.167 Arbitri: Canbro, Kliko |
| 5 iunie 2019 18:45 | 2× 3×    | Cronica | 4× 2×      | Westpress Arena, Hamm Asistență: 2.167 Arbitri: Canbro, Kliko |

| 5 iunie 2019 19:00 | Norvegia   | 31 – 28 | Belarus              | Sotra Arena, Bergen Asistență: 3.809 Arbitri: Bolić, Hurich |
| 5 iunie 2019 19:00 | Brattset 7 | (21–11) | Ilina, Șamanuskaia 6 | Sotra Arena, Bergen Asistență: 3.809 Arbitri: Bolić, Hurich |
| 5 iunie 2019 19:00 | 3× 2×      | Cronica | 2× 1×                | Sotra Arena, Bergen Asistență: 3.809 Arbitri: Bolić, Hurich |

| 5 iunie 2019 20:15 | Muntenegru | 25 – 23 | Cehia       | Sportski centar, Nikšić Asistență: 4.078 Arbitri: Erdoğan, Özdeniz |
| 5 iunie 2019 20:15 | Jauković 9 | (12–11) | Jeřábková 5 | Sportski centar, Nikšić Asistență: 4.078 Arbitri: Erdoğan, Özdeniz |
| 5 iunie 2019 20:15 | 5× 2×      | Cronica | 4× 1×       | Sportski centar, Nikšić Asistență: 4.078 Arbitri: Erdoğan, Özdeniz |

| 6 iunie 2019 18:00 | Slovacia   | 24 – 45 | Suedia    | Mestská športová hala, Šaľa Asistență: 800 Arbitri: Herczeg, Südi |
| 6 iunie 2019 18:00 | Bíziková 9 | (10–25) | Mässing 9 | Mestská športová hala, Šaľa Asistență: 800 Arbitri: Herczeg, Südi |
| 6 iunie 2019 18:00 | 4× 2×      | Cronica | 4× 2×     | Mestská športová hala, Šaľa Asistență: 800 Arbitri: Herczeg, Südi |

| 6 iunie 2019 18:00 | Polonia  | 30 – 27 | Serbia         | Cuprum Arena, Lubin Asistență: 3.100 Arbitri: Kijauskaitė, Žalienė |
| 6 iunie 2019 18:00 | Achruk 7 | (12–14) | Krpež Slezak 8 | Cuprum Arena, Lubin Asistență: 3.100 Arbitri: Kijauskaitė, Žalienė |
| 6 iunie 2019 18:00 | 2× 3×    | Cronica | 3× 2×          | Cuprum Arena, Lubin Asistență: 3.100 Arbitri: Kijauskaitė, Žalienė |

| 6 iunie 2019 19:45 | Islanda      | 32 – 31 | Spania       | Laugardalshöll, Reykjavík Asistență: 831 Arbitri: Christiansen, Hansen |
| 6 iunie 2019 19:45 | Pálsdóttir 8 | (13–15) | Etxeberria 8 | Laugardalshöll, Reykjavík Asistență: 831 Arbitri: Christiansen, Hansen |
| 6 iunie 2019 19:45 | 4×           | Cronica | 4× 1×        | Laugardalshöll, Reykjavík Asistență: 831 Arbitri: Christiansen, Hansen |

| 6 iunie 2019 20:15 | Slovenia | 38 – 27 | Macedonia de Nord | Športna Dvorana Golovec, Celje Asistență: 1.706 Arbitri: Brunovský, Čanda |
| 6 iunie 2019 20:15 | Mavsar 8 | (20–14) | Livrinikj 6       | Športna Dvorana Golovec, Celje Asistență: 1.706 Arbitri: Brunovský, Čanda |
| 6 iunie 2019 20:15 | 4× 2×    | Cronica | 2×                | Športna Dvorana Golovec, Celje Asistență: 1.706 Arbitri: Brunovský, Čanda |